# Liste der Kulturgüter in Galgenen
Die Liste der Kulturgüter in Galgenen enthält alle Objekte in der Gemeinde Galgenen im Kanton Schwyz, die gemäss der Haager Konvention zum Schutz von Kulturgut bei bewaffneten Konflikten, dem Bundesgesetz vom 20. Juni 2014 über den Schutz der Kulturgüter bei bewaffneten Konflikten sowie der Verordnung vom 29. Oktober 2014 über den Schutz der Kulturgüter bei bewaffneten Konflikten unter Schutz stehen.
Objekte der Kategorien A und B sind vollständig in der Liste enthalten, Objekte der Kategorie C fehlen zurzeit (Stand: 1. Januar 2023). Unter übrige Baudenkmäler sind zusätzliche Objekte zu finden, die gemäss Angaben des kantonalen Denkmalschutzes als geschützte Denkmäler eingestuft wurden und nicht bereits in der Liste der Kulturgüter enthalten sind.

## Kulturgüter
| Foto |                                                                              | Objekt                                            | Kat. | Typ | Standort                           | Beschreibung |
| ---- | ---------------------------------------------------------------------------- | ------------------------------------------------- | ---- | --- | ---------------------------------- | ------------ |
| ja   | Datei hochladen · Wikidata zu Katholische Pfarrkirche St. Martin (Q29525476) | Katholische Pfarrkirche St. Martin KGS-Nr.: 04794 | A    | G   | Kantonsstrasse 708820 / 226699     |              |
| ja   | Datei hochladen · Wikidata zu Kapelle St. Jost (Q1240143)                    | Kapelle St. Jost KGS-Nr.: 04795                   | A    | G   | Kapellstrasse 708791 / 226265      |              |
| BW   | Datei hochladen · Wikidata zu Haus (Q29881564)                               | Haus KGS-Nr.: 12826                               | B    | G   | Kantonsstrasse 60b 709050 / 226550 |              |
| ja   | Datei hochladen · Wikidata zu Haus Chromenhof (Q29881567)                    | Haus Chromenhof KGS-Nr.: 12827                    | B    | G   | Bodenwiesweg 3 708917 / 226743     |              |
| ja   | Datei hochladen · Wikidata zu Haus Chürzi (Q29881568)                        | Haus Chürzi KGS-Nr.: 12828                        | B    | G   | Chürzi 708185 / 226721             |              |

## Übrige Baudenkmäler
| ID     | Foto |                 | Objekt          | Typ | Standort                               | Beschreibung |
| ------ | ---- | --------------- | --------------- | --- | -------------------------------------- | ------------ |
| 19.008 | ja   | Datei hochladen | Haus Gutriethof | G   | Siebnen, Am Stutz 11 709770 / 225595   |              |
| 19.010 | BW   | Datei hochladen | Haus Oberflüeli | G   | Siebnen, Oberflühli 710000 / 223149    |              |
| 19.011 | BW   | Datei hochladen | Haus zur Palme  | G   | Siebnen, Büelstrasse 4 710390 / 225890 |              |

Legende: Siehe Legende der Liste der Kulturgüter von nationaler und regionaler Bedeutung. Anstelle der KGS-Nummer wird als Objekt-Identifikator (ID) die Nummer im Kantonalen Schutzinventar (KSI) verwendet.